# Cybaeus viator
Espèce
Cybaeus viator est une espèce d'araignées aranéomorphes de la famille des Cybaeidae.

## Distribution
Cette espèce est endémique de Californie aux États-Unis,. Elle se rencontre dans les comtés de Colusa, de Lake et de Mendocino.

## Description
La carapace du mâle holotype mesure 2,40 mm de long sur 1,80 mm.

## Publication originale
- Bennett, Copley & Copley, 2022 : « The Californian clade of Cybaeus (Araneae: Cybaeidae) in the Nearctic: the septatus species group and three unplaced species. » Zootaxa, no 5100(2), p. 189-223.